# Функция Хевисайда

Единичная функция Хевисайда. При x = 0 доопределена значением 1.

Фу́нкция Хевиса́йда (едини́чная ступе́нчатая функция, функция едини́чного скачка, включённая едини́ца, «ступенька») — кусочно-постоянная функция, равная нулю для отрицательных значений аргумента и единице — для положительных. В нуле эта функция, вообще говоря, не определена, однако её обычно доопределяют в этой точке некоторым числом, чтобы область определения функции содержала все точки действительной оси. Чаще всего неважно, какое значение функция принимает в нуле, поэтому могут использоваться различные определения функции Хевисайда, удобные по тем или иным соображениям, например:
{\displaystyle \theta (x)={\begin{cases}0,&x<0;\\1,&x\geqslant 0.\end{cases}}}
Функцию Хевисайда легко записать, используя скобку Айверсона:
{\displaystyle \theta (x)=[\,x\geqslant 0\,].}
Функция Хевисайда широко используется в математическом аппарате теории управления и теории обработки сигналов для представления сигналов, переходящих в определённый момент времени из одного состояния в другое. В математической статистике эта функция применяется, например, для записи эмпирической функции распределения. Названа в честь Оливера Хевисайда.
Функция Хевисайда является первообразной функцией для дельта-функции Дирака, {\displaystyle \theta '=\delta }, это также можно записать как (определённый интеграл является числом, для описания первообразной используется неопределённый интеграл):
{\displaystyle \theta (x)=\int \limits _{-\infty }^{x}\!\delta (t)\,dt.}

## Дискретная форма
Можно определить дискретную функцию Хевисайда как функцию от целого аргумента {\displaystyle n}:
{\displaystyle \theta [n]={\begin{cases}0,&n<0;\\1,&n\geqslant 0,\end{cases}}}
где {\displaystyle n} — целое число.
Дискретный единичный импульс является первой разностью дискретной функции Хевисайда:
{\displaystyle \delta [n]=\theta [n]-\theta [n-1].}

## Аналитические формы
Для более удобного использования функцию Хевисайда можно аппроксимировать с помощью непрерывной функции:
{\displaystyle \theta (x)\approx {\frac {1}{2}}+{\frac {1}{2}}\mathrm {th} \,kx={\frac {1}{1+e^{-2kx}}},}
где большему {\displaystyle k} соответствует более крутой подъём функции в точке {\displaystyle x=0}. Задавшись необходимой шириной области перехода функции Хевисайда {\displaystyle \Delta {x}}, значение {\displaystyle k} можно оценить как {\displaystyle k\approx {\frac {10}{\Delta {x}}}}.
Если принять {\displaystyle \theta (0)=1/2}, уравнение можно записать в предельной форме:
{\displaystyle \theta (x)=\lim _{k\to \infty }{\frac {1}{2}}(1+\mathrm {th} \,kx)=\lim _{k\to \infty }{\frac {1}{1+e^{-2kx}}}.}
Существует несколько других аппроксимаций непрерывными функциями:
{\displaystyle \theta (x)=\lim _{k\to \infty }\left({\frac {1}{2}}+{\frac {1}{\pi }}\mathrm {arctg} \,kx\right);}
{\displaystyle \theta (x)=\lim _{k\to \infty }\left({\frac {1}{2}}+{\frac {1}{2}}\,\mathrm {erf} \,kx\right).}

## Запись
Часто используется и бывает полезной интегральная форма записи единичной функции:
{\displaystyle \theta (x)=-\lim _{\varepsilon \to 0^{+}}{\frac {1}{2\pi i}}\int \limits _{-\infty }^{\infty }{\frac {1}{\tau +i\varepsilon }}e^{-ix\tau }\,d\tau .}

## Значение в нуле
Значение функции в нуле часто задаётся как {\displaystyle \theta (0)=0}, {\displaystyle \theta (0)=1/2} или {\displaystyle \theta (0)=1}. {\displaystyle \theta (0)=1/2} — наиболее употребительный вариант, поскольку по соображениям симметрии в точке разрыва первого рода удобно доопределять функцию средним арифметическим соответствующих односторонних пределов, кроме того в этом случае функция Хевисайда связана с функцией знака:
{\displaystyle \theta (x)={\frac {1}{2}}(1+\operatorname {sgn} x)={\begin{cases}0,&x<0;\\{\dfrac {1}{2}},&x=0;\\1,&x>0.\end{cases}}}
что с учетом определения функции знака можно выразить как 
{\displaystyle \theta (x)={\frac {1}{2}}\left(1+{\frac {|x|}{x}}\right)={\frac {x+|x|}{2x}}}
Значение в нуле может явно указываться в записи функции:
{\displaystyle \theta _{n}(x)={\begin{cases}0,&x<0;\\n,&x=0;\\1,&x>0.\end{cases}}}

## Преобразование Фурье
Производная функции Хевисайда равна дельта-функции (то есть функция Хевисайда — первообразная дельта-функции):
{\displaystyle \theta (x)=\int \limits _{-\infty }^{x}\delta (t)\,dt}.
Следовательно, применив преобразование Фурье к первообразной дельта-функции, получим её изображение вида:
{\displaystyle {\frac {1}{i\omega }}+\pi \delta (\omega )},
то есть:
{\displaystyle \theta (t)={\frac {1}{2\pi }}\int \limits _{-\infty }^{+\infty }\left({\frac {1}{i\omega }}+\pi \delta (\omega )\right)e^{i\omega t}\,d\omega }
Второй член {\displaystyle \pi \delta (\omega )} описывает постоянное смещение функции Хевисайда вверх; без него получилась бы нечётная функция.

## Другие свойства
Так как производной функции Хевисайда является дельта-функция Дирака, для которой известно, что {\displaystyle f(x)\delta (x)=f(0)\delta (x)}, то существует формула для производной произведения ступенчатой функции с произвольной {\displaystyle f(x)}.
{\displaystyle \left[f(x)\theta (x)\right]^{(n)}=\sum _{k=0}^{n-1}f^{(k)}(0)\delta ^{(n-k-1)}(x)+f^{(n)}(x)\theta (x)}
По индукции, пусть для {\displaystyle n} выполнено:
{\displaystyle \left[f(x)\theta (x)\right]^{(n)}=\sum _{k=0}^{n-1}f^{(k)}(0)\delta ^{(n-k-1)}(x)+f^{(n)}(x)\theta (x),}
Так, для единицы:
{\displaystyle \left[f(x)\theta (x)\right]'=f(0)\delta (x)+f'(x)\theta (x);}
Шаг индукции:
{\displaystyle \left[f(x)\theta (x)\right]^{(n+1)}=\sum _{k=0}^{n-1}f^{(k)}(0)\delta ^{(n-k)}(x)+\left[f^{(n)}(x)\theta (x)\right]',}
Поскольку выражения {\displaystyle f^{(i)}(0)} — константы, дифференцируется лишь дельта-функция. Последнее слагаемое запишется, как
{\displaystyle \left[f^{(n)}(x)\theta (x)\right]'=f^{(n+1)}(x)\theta (x)+f^{(n)}(0)\delta (x),}
Группируя полученные слагаемые в общую сумму:
{\displaystyle \left[f(x)\theta (x)\right]^{(n+1)}=\sum _{k=0}^{n}f^{(k)}(0)\delta ^{(n-k)}(x)+f^{(n+1)}(x)\theta (x).}
Таким образом, согласно принципу индукции, утверждение доказано для любого {\displaystyle n}.

## История
Эта функция использовалась ещё до появления её удобного обозначения. Например, Гульельмо Либри в 1830-х годах опубликовал несколько работ, посвящённых функции {\displaystyle 0^{0^{x}}}. По его мнению, {\displaystyle 0^{x}} равен {\displaystyle 0}, если {\displaystyle x>0}; {\displaystyle 1}, если {\displaystyle x=0} (см. Ноль в нулевой степени); или {\displaystyle \infty }, если {\displaystyle x<0}. Таким образом Либри заключает, что {\displaystyle 0^{0^{x}}} равняется 1, если {\displaystyle x>0}, и 0 в противном случае. Пользуясь нотацией Айверсона, это можно было бы записать, как
{\displaystyle 0^{0^{x}}=[\,x>0\,].}
Однако такой нотации в то время не было, и Либри считал достижением, что эту функцию можно выразить через стандартные математические операции.
Он использовал эту функцию для выражения абсолютной величины (обозначения {\displaystyle |x|} тогда ещё не было, оно было введено позже Вейерштрассом) и индикатора таких условий, 
как {\displaystyle a\leq x\leq b}, и даже «{\displaystyle x} является делителем {\displaystyle y}».